# PnB Rock
PnB Rock, pseudonimo di Rakim Hasheem Allen (Filadelfia, 9 dicembre 1991 – Los Angeles, 12 settembre 2022), è stato un cantautore e rapper statunitense.

## Biografia
Rakim Allen è nato il 9 dicembre 1991 nel quartiere Germantown di Filadelfia, in Pennsylvania, ed è stato cresciuto principalmente da sua madre a causa dell'omicidio del padre quando aveva 3 anni. Nei suoi anni da adolescente, ha vissuto nel nord-est di Filadelfia. È cresciuto ascoltando il rapper 2Pac e il gruppo R&B Jodeci. All'età di 13 anni, Rakim è stato inviato in un programma di detenzione giovanile per aver commesso rapine e risse a scuola. Quando compì 19 anni, fu condannato a 33 mesi di carcere per possesso di droga e altri crimini. Allen è rimasto senza casa per un breve periodo dopo essere stato scarcerato. Non ha mai finito il liceo. Allen in seguito adottò il nome d'arte PnB Rock, che è l'acronimo di Pastorius e Baynton, un angolo di strada vicino a dove è cresciuto nel quartiere Germantown di Filadelfia.

## Carriera
Il 24 giugno 2014, PnB Rock ha pubblicato il suo primo mixtape, Real N*gga Bangaz. Ha scritto il mixtape mentre era in carcere. Nel 2015, PnB firmò un contratto discografico con la Atlantic Records con la quale pubblicò il suo terzo mixtape RnB 3. Nel giugno 2016 ha pubblicato il singolo di successo Selfish. La canzone ha raggiunto la posizione numero 51 della Billboard Hot 100 degli Stati Uniti. Nell'ottobre 2016, Rolling Stone lo ha incluso nella lista dei "10 nuovi artisti che devi conoscere".
Il 10 gennaio 2017, ha pubblicato il suo secondo mixtape, GTTM: Goin Thru the Motions attraverso Atlantic Records e Empire Distribution. L'album ha debuttato alla posizione numero 28 della classifica statunitense billboard 200. Successivamente, nell'aprile 2017, ha partecipato alla colonna sonora di The Fate of the Furious con due singoli tra cui Gang Up, con Young Thug, 2 Chainz e Wiz Khalifa, e Horses con Kodak Black e A Boogie wit da Hoodie. Nel giugno 2017, PnB Rock è stato nominato tra i dieci "Freshman Class" del 2017 secondo XXL.
PnB Rock ha anche ammesso che il suo singolo Nowadays, è stato co-scritto col rapper Carlos, con il quale ha partecipato nella canzone Let's Get Personal.

## Morte
Alle ore 13:09 del 12 settembre 2022 Allen è stato raggiunto da alcuni colpi di arma da fuoco durante una tentata rapina all'interno di un fast food della catena Roscoe's House of Chicken 'N Waffles, all'incrocio tra Main Street e Manchester Avenue a Los Angeles. Trasportato d'urgenza in ospedale, è stato dichiarato morto alle 13:59 all'età di 30 anni.

## Controversie

### Procedimenti giudiziari
Fu arrestato il 20 gennaio 2019 in seguito all'esecuzione di un mandato di perquisizione nella sua casa di Bensalem, in Pennsylvania. Allen fu accusato di possesso con intento di spaccio, possesso di stupefacenti, possesso di beni rubati e numerosi altri reati connessi.

## Discografia

### Album in studio
- 2017 – Catch These Vibes
- 2019 – Trapstar Turnt Popstar

### Mixtape
- 2014 – Real N*gga Bangaz
- 2015 – RnB 2
- 2015 – RnB 3
- 2016 – Money, Hoes & Flows (con Fetty Wap)
- 2017 – GTTM: Goin Thru the Motions
- 2022 – SoundCloud Daze

### EP
- 2021 – 2 Get You Thru the Rain

### Singoli

#### Come artista principale
- 2015 – Fleek
- 2016 – Trust Issues (feat. Yakki Divioshi)
- 2016 – Selfish
- 2016 – Playa No More (feat. A Boogie wit da Hoodie e Quavo)
- 2016 – New Day
- 2017 – Gang Up (con Young Thug, 2 Chainz e Wiz Khalifa)
- 2017 – Horses
- 2017 – Feelins
- 2017 – Issues (feat. Russ)
- 2018 – ABCD (Friend Zone)
- 2018 – Nowadays
- 2019 – I Like Girls (feat. Lil Skies)
- 2019 – Fendi (feat. Nicki Minaj e Murda Beatz)
- 2020 – Ordinary (feat. Pop Smoke)
- 2020 – Rose Gold (feat. King Von)
- 2021 – Forever Never (feat. Swae Lee e Pink Sweats)
- 2022 – Luv Me Again

#### Collaborazioni
- 2014 – She So Bad (Deejay Ant feat. Reese Rel e PnB Rock)
- 2015 – A Long Way (Quilly feat. PnB Rock e Every Ave)
- 2016 – Unlimited (Ca$Hpassion feat. PnB Rock)
- 2016 – Your Style (Dimitrios Politis feat. PnB Rock)
- 2016 – Jiggy (Young Zona feat. PnB Rock)
- 2016 – Da Gang (PnB Chizz feat. PnB Rock)
- 2016 – Sleepin (2Milly feat. PnB Rock)
- 2016 – Party at 1 (Nizzy feat. PnB Rock)
- 2016 – Ain't S**t (Mone Yukka feat. PnB Rock)
- 2016 – Everyday We Lit (YFN Lucci feat. PnB Rock)
- 2016 – How It Go! (Yung 187 feat. Pnb Rock)
- 2017 – Beast Mode (A Boogie wit da Hoodie feat. Pnb Rock e YoungBoy Never Broke Again)
- 2018 – Dangerous (Meek Mill feat. Jeremih e PnB Rock)
- 2019 – Cross Me (Ed Sheeran feat. Chance the Rapper e PnB Rock)
- 2019 – Leave Em ALone (Layton Greene e Lil Baby feat. City Girls e PnB Rock)
- 2019 – Bad Vibes Forever (XXXTentacion feat. Trippie Redd e PnB Rock)
- 2021 – Adore You (Bizzy Banks feat. PnB Rock)